# Châteauestil
Châteauestil (eller Châteauesque, Frans 1.-stil,) er en arkutekturstil baseret på fransk renæssancearkitektur fra slottene i Loire-dalen fra slutningen af 1400-tallet til begyndelsen af 1600-tallet.
Begrebe châteauesque (bogstaveligt "château-agtig") tilskrives (af historikeren Marcus Whiffen) til den amerikanske arkitekturhistoriker Bainbridge Bunting, selvom det kan findes i udgivelser før Buntings blev født. I 2011 inkluderede Getty Research Institutes Art & Architecture Thesaurus både "Château Style" og "Châteauesque", hvor førstnævnte primært bruges i Nordamerika.
Stilen benytter ofte bygninger med meget ornamentik på store tårne, spir og stegle tage, som det var populært i 1500-tallet, der igen var påvirket af gotikog italiensk renæssancearkitektur. På trods af deres franske ornamentik, så forsøger bygninger i châteauestil ikke at emulere franske château fuldstændigt. Châteauesque-bygninger er typisk opført i et assymetrisk plan, og gerne med adskillige brudte taglinjer og facader er har flere niveauer.

## Eksempler

### I Europa
- Massandra Palace, Krim (1900 paladset)
- Meyendorff Castle nær Moskva (1874–1885)
- Euxinograd, Varna, Bulgarien

### Storbritannien
- Founder's Building, Royal Holloway, University of London, Surrey, England, 1874-1881
- Waddesdon Manor, Buckinghamshire, England 1874–1889
- Chateau Impney, Worcestershire.
- Halton House, Buckinghamshire.
- Bowes Museum, County Durham.
- Cherkley  Court, Surrey.
- Park Place Berkshire.
- Minley Manor, Hampshire.
- Oxon Hoath, West Peckham, Kent

### I USA
- William K. Vanderbilt residence, Petit Chateau, 1878–82, Manhattan, by Richard Morris Hunt.[3]
- Ochre Court, Newport (Rhode Island), 1892
- Kimberly Crest, Redlands, California, 1897, Dennis and Farwell, architects
- Carey Mansion, Newport, Rhode Island
- Biltmore Estate, 1890–95, Asheville, North Carolina, Richard Morris Hunt, architect
- Hotel du Canada, Orlando, Florida, 1982
- Col. Frank J. Hecker House, Detroit, Michigan, 1888
- Voigt House, Part of Heritage Hill Historic District, Grand Rapids, Michigan, 1895
- Eighth Precinct Police Station, Detroit, Michigan, 1901
- Stadium High School, Tacoma, Washington, Broke ground 1891, Completed 1906
- William W. Kimball House, Chicago, Illinois, 1892
- Overholser Mansion, Oklahoma City, 1903
- Villa Riviera, Long Beach (Californien), 1929